# Frappe à froid
La frappe à froid repose sur le principe de la déformation des matières en quelques centièmes de seconde : un lopin (de masse identique à la pièce finale voulue) est cisaillé, puis refoulé par plusieurs frappes successives qui lui donneront sa forme finale. Les origines de la frappe à froid se retrouvent dans les travaux de boulonnerie avec la production de petites pièces. 
La frappe à froid est un procédé de forgeage à froid.
C'est un procédé fondé sur l'expérience.

## Domaines d’application
Le coût des outillages (matrice, poinçon) et les machines très robustes, imposent un usage orienté pour la très grande fabrication en série, dans le domaine de l’automobile, de la visserie, et de la quincaillerie en général.
Les pièces suivantes sont généralement produites par frappe à froid :
- les vis de fixation (par abus de langage les boulons)
- les rivets

## Types d’installations
Les machines de frappe à froid sont extrêmement robustes, du fait que le lopin n’a pas la malléabilité que lui aurait donnée un chauffage. Une cadence de fabrication élevée (plusieurs milliers de pièces à l’heure).
Ce sont des presses mécaniques multipostes (jusqu'à 7) horizontales.
Nécessité de travailler sous jet d’huile pour éviter le grippage pièce-matrice-poinçon.
Une mise au point très délicate. Outillage très onéreux, à plusieurs stations pour passer du lopin à la pièce finie.
L’alimentation de la machine se fait généralement par une bobine de fil métallique (éventuellement en barre et exceptionnellement par lopins pré-découpés).

## Avantages
- Cadence de fabrication très élevée,
- Obtenir des pièces sans dépouille,
- Caractéristiques du métal améliorées par écrouissage et fibrage,
- Économie de matière par rapport au forgeage à chaud ou à l’usinage,
- Tolérances précises (de quelques centièmes de millimètre),
- Bon état de surface,
- Matière moins chère